# Miguel Cidras
Miguel Angel Cidras Vivas (Montevidéu, 1936 ou 1937 - São Paulo, 20 de março de 2008) foi um pianista, maestro, arranjador, compositor e produtor uruguaio radicado no Brasil desde 1958 até a sua morte. Ficou famoso pela sua parceria com o cantor e compositor baiano Raul Seixas, bem como por ser um dos compositores do grande sucesso de Sidney Magal, "Sandra Rosa Madalena, 'a Cigana'".

## Carreira
Miguel veio para o Brasil em 1958 e estabeleceu-se em Porto Alegre, onde começou a trabalhar como pianista e fazendo arranjos para a Rádio Gaúcha. Ali, conheceu uma jovem cantora, Elis Regina, que o levou para o Rio de Janeiro, chegando a morar junto dela e de seu pai por 15 dias. Apesar da proximidade, nunca trabalharam juntos. No Rio, trabalhou como pianista e arranjador para emissoras de rádio, redes de TV e gravadoras, até que, em 1965, gravou seu único disco solo: Samba na Onda, creditado como Miguel Angel e acompanhado pelo conjunto Os Ipanemas. Em 1969 e 1970, acompanhou como pianista, compositor e arranjador dos dois discos da série Boogaloo Combo que tentavam lançar o ritmo latino boogaloo no país, com algum sucesso.
No início dos anos 70, conheceu Raul Seixas quando ele era produtor da Discos CBS, mas apenas superficialmente. Depois, reencontraram-se quando Miguel Cidras fez a abertura para o disco Os 24 Maiores Sucessos da Era do Rock, do qual Raul participava como cantor (posteriormente, o disco passaria a ser creditado a Raul). Assim, Raul chamou-o para fazer os arranjos de "Ouro de Tolo", quando o cantor baiano foi contratado pela Philips Records. Assim, inicia uma parceria que começaria com Krig-ha, Bandolo! e duraria até A Pedra do Gênesis, penúltimo álbum de Raul. Cidras acabaria sendo, ainda, por um curto período nos anos 80, o empresário do cantor baiano. Nos anos seguintes, trabalharia com artistas ligados ao soul e ao funk, como Tim Maia (em seus álbuns de 1976, 1977 e em Tim Maia Disco Club). A parceria entre os dois terminou após uma briga quando Tim criticou o arranjo de Cidras em "Pais e Filhos" e o maestro aplicou uma "gravata" no cantor carioca. Tim ainda chegou a partir para cima de Miguel com uma pá de pedreiro, mas os dois foram apartados pelos músicos e técnicos do estúdio. Nos dias seguintes, Cidras foi cumprimentado por diversos músicos pelo feito e o próprio Tim chegou a dizer que faria o mesmo se a situação fosse o inverso.
Trabalhou também com outros artistas de música negra dos anos 70, tanto do movimento Black Rio (como Gerson King Combo em seu álbum de 1977), quanto da música disco (como o álbum de estreia de As Frenéticas). Neste estilo, trabalhou como pianista e arranjador no segundo disco de Sidney Magal - Magal - no qual participa, também, como compositor da faixa de maior sucesso do cantor, "Sandra Rosa Madalena, 'a Cigana'", em parceria com Roberto Livi.
Em 2008, faleceu após um passar mal repentinamente quando se preparava para passar por exames médicos e exercícios de fisioterapia, já que sofria com a mobilidade de uma de suas pernas, precisando utilizar bengalas para se locomover.

## Discografia
Discografia dada pelo Discogs.

### Carreira Solo
- 1965 - Samba na Onda

### Produtor, arranjador ou instrumentista
- 1969 - Na Onda do Boogaloo (The Boogaloo Combo)
- 1970 - Na Onda do Boogaloo (The Boogaloo Combo)
- 1973 - Os 24 Maiores Sucessos da Era do Rock (Raul Seixas)
- 1973 - Krig-ha, Bandolo! (Raul Seixas)
- 1974 - Antologia (MPB4)
- 1974 - Gita (Raul Seixas)
- 1975 - Novo Aeon (Raul Seixas)
- 1976 - Tim Maia (Tim Maia)
- 1976 - Há 10 Mil Anos Atrás (Raul Seixas)
- 1976 - Ataca Para Todas As Festas (Orquestra Som Bateau)
- 1977 - Gerson King Combo (Gerson King Combo)
- 1977 - Frenéticas (As Frenéticas)
- 1977 - Transas de Amor (Balthazar)
- 1977 - Tim Maia (Tim Maia)
- 1977 - O Dia em que a Terra Parou (Raul Seixas)
- 1978 - Mata Virgem (Raul Seixas)
- 1978 - Tim Maia Disco Club (Tim Maia)
- 1978 - Sábado Que Vem / Quando a Noite Passar (Brenda)
- 1978 - O Máximo Em Festa (Happy Dancing Band)
- 1978 - Magal (Sidney Magal)
- 1980 - Abre-te Sésamo (Raul Seixas)
- 1980 - Coração Bobo (Alceu Valença)
- 1981 - Cinco Sentidos (Alceu Valença)
- 1981 - Luar (A Gente Precisa Ver o Luar) (Gilberto Gil)
- 1983 - Coração Aprisionado (Ney Matogrosso)
- 1983 - Raul Seixas (Raul Seixas)
- 1988 - A Pedra do Gênesis (Raul Seixas)